# USS Marcus Island (CVE-77)
USS Marcus Island (CVE-77) là một tàu sân bay hộ tống lớp Casablanca được Hải quân Hoa Kỳ chế tạo trong Chiến tranh Thế giới thứ hai. Tên nó được đặt theo đảo Marcus (Minami Tori-Shima), nơi tranh chấp giữa Hoa Kỳ và Nhật Bản trong cuộc chiến tranh. Nó đã hoạt động cho đến hết Thế Chiến II, xuất biên chế năm 1946 và bị bán để tháo dỡ năm 1960. Marcus Island được tặng thưởng bốn Ngôi sao Chiến trận do thành tích phục vụ trong Thế Chiến II.

## Thiết kế và chế tạo
Con tàu được đặt lườn như là chiếc Kanalku Bay tại Xưởng tàu Vancouver của hãng Kaiser Company, Inc. ở Vancouver, Washington vào ngày 15 tháng 9 năm 1943. Nó được đổi tên thành Marcus Island vào ngày 6 tháng 11 năm 1943 trước khi được hạ thủy vào ngày 16 tháng 12 năm 1943; được đỡ đầu bởi bà S. L. La Hache; được Hải quân sở hữu và nhập biên chế tại Astoria, Oregon vào ngày 26 tháng 1 năm 1944 dưới quyền chỉ huy của Hạm trưởng, Đại tá Hải quân Charles F. Greber.

## Lịch sử hoạt động
Sau khi chạy thử máy và huấn luyện dọc theo vùng bờ Tây, Marcus Island thực hiện một chuyến đi khứ hồi vận chuyển máy bay đến các căn cứ tại Nam Thái Bình Dương từ ngày 19 tháng 5 đến ngày 1 tháng 7. Nó nhận lên tàu Liên đội Hỗn hợp VC-21, rồi khởi hành từ San Diego vào ngày 20 tháng 7, đi đến Tulagi thuộc quần đảo Solomon vào ngày 24 tháng 8, thực hiện những chuẩn bị cuối cùng cho cuộc tấn công đổ bộ lên quần đảo Palau. Trong vai trò soái hạm của Chuẩn đô đốc W. D. Sample, Tư lệnh đội tàu sân bay 27, nó bắt đầu các cuộc không kích chuẩn bị lên Peleliu và Angaur vào ngày 12 tháng 9, rồi tiếp tục hỗ trợ trên không khi lực lượng bắt đầu đổ bộ lên bờ vào ngày 15 tháng 9, hỗ trợ cho cuộc chiến căng thẳng tranh chấp hòn đảo này cho đến ngày 2 tháng 10.
Marcus Island đi đến Manus thuộc quần đảo Admiralty vào ngày 4 tháng 10, và sau khi hoàn tất việc thực tập và tổng dượt để tấn công lên Philippines, nó lên đường cùng Đội đặc nhiệm 77.4 vào ngày 12 tháng 10 để đi Leyte, trong thành phần Đơn vị Đặc nhiệm 77.4.2 (được biết đến qua mã gọi vô tuyến như là "Taffy 2"). Từ ngày 18 tháng 10, nó tung ra các cuộc không kích xuống các vị trí đối phương, và trong một tuần lễ tiếp theo đã thực hiện 261 phi vụ tấn công và bảo vệ trên không.
Trong Trận chiến ngoài khơi Samar vào ngày 25 tháng 10, một phần của cuộc Hải chiến vịnh Leyte, khi Đơn vị Đặc nhiệm 77.4.3 ("Taffy 3") hứng chịu sự tấn công của thiết giáp hạm và tàu tuần dương thuộc Lực lượng Trung tâm Nhật Bản, máy bay tiêm kích và máy bay ném bom của Marcus Island đã tấn công các con tàu dưới quyền Phó đô đốc Takeo Kurita, liên tục bắn phá, phóng ngư lôi, ném bom mảnh thông thường và thậm chí mìn sâu vào đối phương bất chấp hỏa lực phòng không dày đặc. Một chiếc Grumman TBF Avenger đã phóng trúng ngư lôi vào phía đuôi mạn trái một tàu tuần dương hạng nặng, có thể là chiếc Chikuma; góp phần đẩy lùi lực lượng đối phương hùng mạnh có ưu thế áp đảo hơn hẳn. Đến xế trưa, nó còn tung ra hai đợt tấn công vào hạm đội đối phương đang rút lui; phi công của nó tự nhận đã đánh trúng 14 phát xuống tàu đối phương, kể cả một quả ngư lôi và sáu quả bom vào một tàu tuần dương lớp Agano, có thể là chiếc Noshiro. Ngoài ra máy bay tiêm kích của nó cũng bắn rơi năm máy bay đối phương.
Sang ngày 26 tháng 10, Marcus Island tung ra 12 máy bay ném bom và máy bay tiêm kích đến biển Visayan, nơi họ góp phần đánh chìm tàu tuần dương hạng nhẹ Kinu và tàu khu trục Uranami bằng bom, rocket và súng máy. Con tàu rời Philippines vào ngày 30 tháng 10, nhưng nhanh chóng quay trở lại không đầy hai tuần sau đó trong thành phần hộ tống cho đội tấn công lên Mindoro. Rời Kossol Roads vào ngày 10 tháng 12, nó băng qua eo biển Surigao vào ngày 13 tháng 12, và sang ngày hôm sau máy bay tuần tra của nó đã bắn rơi một máy bay tiêm kích đối phương, rồi thêm ba chiếc khác trong ngày 15 tháng 12. Ngoài khơi Mindoro, chiếc tàu sân bay chịu đựng nhiều cuộc không kích của đối phương, và chỉ trong thời gian từ 08 giờ 10 phút đến 09 giờ 30 phút, ba đợt tấn công cảm tử và một đợt ném bom đã nhắm vào con tàu. Mọi kẻ tấn công đều bị bắn rơi hay đánh đuổi bởi hỏa lực phòng không dày đặc, nhưng hai chiếc máy bay tấn công tự sát Kamikaze đã đâm xuống sát con tàu phía mũi bên mạn trái và mạn phải, gây hư hại nhẹ và nhiều thương vong.
Từ ngày 16 đến ngày 23 tháng 12, Marcus Island quay trở lại quần đảo Admiralty, để rồi lại lên đường hướng sang phía Tây Philippines vào ngày 29 tháng 12 cùng Lực lượng tấn công Luzon, để hoạt động tại vịnh Lingayen. Đang khi băng qua biển Mindanao vào ngày 5 tháng 1 năm 1945, một máy bay của nó đã ném bom và mìn sâu vào một tàu ngầm bỏ túi Nhật Bản, mà sau cùng bị tàu khu trục Taylor (DD-468) húc đánh chìm. Máy bay của nó lại bắn rơi bốn máy bay đối phương trong một cuộc không chiến ba ngày sau đó; và đến ngày đổ bộ 9 tháng 1, chiếc tàu sân bay tung ra các phi vụ hỗ trợ gần mặt đất và bắn phá các bãi đổ bộ tại Lingayen, cũng như tấn công đánh chìm hai tàu tuần duyên nhỏ về phía Bắc vịnh Lingayen dọc bờ biển Luzon cùng ngày hôm đó. Con tàu tiếp tục hỗ trợ cho các hoạt động tại Lingayen cho đến khi nó đi dọc bờ biển Luzon vào ngày 17 tháng 1. Đến ngày 29 tháng 1, nó hỗ trợ cho cuộc đổ bộ không gặp sự kháng cự lên Zambales, Luzon trước khi rút lui về Ulithi, đến nơi vào ngày 5 tháng 2.
Chuẩn đô đốc Sample chuyển cờ hiệu của mình khỏi tàu vào ngày 6 tháng 2, và đến ngày 8 tháng 2, Marcus Island trở thành soái hạm cho Chuẩn đô đốc Felix Stump, Tư lệnh Đội tàu sân bay 24. Nó cũng thay phiên Liên đội hỗn hợp VC-21 bằng Liên đội hỗn hợp VC-87 vào ngày 14 tháng 2, và sau khi hoàn tất việc hhuấn luyện ngoài khơi Ulithi, nó lên đường đi vịnh Leyte từ ngày 4 tháng 4 đến ngày 7 tháng 3, nơi tiến hành các cuộc tổng dượt cho chiến dịch đổ bộ tiếp theo lên quần đảo Ryūkyū.
Marcus Island khởi hành vào ngày 21 tháng 3, đi đến phía Nam Kerama Retto vào ngày 26 tháng 3, nơi nó bắt đầu tung ra các cuộc không kích chuẩn bị. Chiếc tàu sân bay đã hỗ trợ mặt đất và bảo vệ trên không trong Trận Okinawa; chủ yếu hoạt động về phía Nam và Đông Nam Okinawa từ ngày 26 tháng 3 đến ngày 29 tháng 4, tung ra các phi vụ tấn công và trinh sát pháo binh. Liên đội Trinh sát Hỗn hợp VCO-1 thay phiên cho Liên đội hỗn hợp VC-87 vào ngày 5 tháng 4; cả hai đã thực hiện tổng cộng 1.085 phi vụ trong giai đoạn này, tấn công sân bay đối phương, vị trí pháo binh, kho dự trữ và điểm tập trung quân. Các phi công đã bắn rơi 11 máy bay đối phương và tiêu diệt thêm 13 chiếc khác trên mặt đất.
Marcus Island rời Okinawa vào ngày 29 tháng 4, và sau khi chất lên tàu những máy bay bị hư hại cần sửa chữa tại Guam, nó tiếp tục hành trình vào ngày 5 tháng 5 để quay trở về Hoa Kỳ, về đến San Diego vào ngày 22 tháng 5, Nó lại lên đường vào ngày 10 tháng 7 để đi sang phía Tây, vận chuyển nhân sự và máy bay thay thế đến Trân Châu Cảng và Guam trước khi quay trở về Alameda, California vào ngày 2 tháng 9. Lại lên đường một lần nữa, đi ngang Trân Châu Cảng và Guam, nó đi đến Okinawa vào ngày 28 tháng 9, đón lên tàu những cựu quân nhân hồi hương, và về đến San Francisco vào ngày 24 tháng 10. Cho đến đầu tháng 1 năm 1946, con tàu hoàn tất thêm những chuyến đi Magic Carpet khác đến Guam và Trân Châu Cảng.
Khởi hành San Diego từ vào ngày 12 tháng 1, Marcus Island đi ngang qua kênh đào Panama và Norfolk, Virginia để đến Boston, Massachusetts vào ngày 2 tháng 2. Nó được cho xuất biên chế tại Boston vào ngày 12 tháng 12 năm 1946, và được đưa về Hạm đội Dự bị Đại Tây Dương. Đang khi vẫn nằm trong thành phần dự bị, nó được xếp lại lớp thành CVHE-77 vào ngày 12 tháng 6 năm 1955, rồi thành AKV-27 vào ngày 7 tháng 5 năm 1959. Con tàu bị bán cho hãng Comarket, Inc. tại Boston để tháo dỡ vào ngày 29 tháng 2 năm 1960.

## Phần thưởng
Marcus Island được tặng thưởng bốn Ngôi sao Chiến trận do thành tích phục vụ trong Thế Chiến II. 